# 德芙
德芙（Dove），在英国、爱尔兰、中东、印度和澳大利亚以「Galaxy」的名字進行銷售，是瑪氏食品公司旗下的巧克力品牌名称，品牌名稱源自一家1956年所成立的芝加哥糖果商店，1985年開始進入全美市場。1986年被瑪氏食品收購。1989年进入中国大陆市场。德芙生产多种巧克力糖果，以及其他巧克力产品，如巧克力饮品、巧克力蛋糕和巧克力冰淇淋。

## 历史
德芙品牌的名字来源于“德芙糖果与冰淇淋”，这是一家由希腊裔美国人利奥·斯特凡诺斯在1939年创立的芝加哥糖果和冰淇淋店。
1956年，斯特凡诺斯推出了德芙冰淇淋棒品牌，最初仅在芝加哥地区销售，直到1985年才开始在全国部分城市推广。
1986年，该公司被玛氏公司收购。
1991年,德芙巧克力棒在美国的试验市场首次推出。

从1960年开始，德芙巧克力开始在英国以「Galaxy」品牌销售。

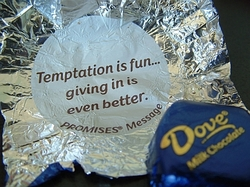
帶有“允諾”信息的微縮德芙牛奶巧克力